# ФК Левадиакос
ФК „Ливадиакос“ (на гръцки: Α.Π.Ο. Λεβαδειακός) е футболен отбор от Ливадия, Гърция, играещ в Гръцката суперлига.
Клубът печели промоция за първия гръцки футболен ешелон през сезон 2005/06, след единайсет години откакто за последно е играл там. През сезон 2006/07 отборът изпада в Бета Етники, но се връща отново в първата лига през 2007/08. 

## История
Историята на Ливадиакос започва през 1961 г., когато двата местни клуба Трофони и Палевадиаки Еноси се обединяват. Оттогава клубът играе в Бета Етники – втората гръцка дивизия, завършвайки на крайните места, но все пак така и не изпада. Това продължава до 80-те години на XX век, когато клубът започва да прогресира, за да се изкачи за първи път в историята си през 1987 г. в първата дивизия. Престоява там четири сезона, като се връща през 1994 и 1995. След това тимът изпада в криза и дори в се опитва да се изкачи в 3-тата футболна дивизия на Гърция. Отново нещата се променянат спонтанно когато успява да се изкачи отново в елита през 2006, след 11 години. След връщането Левадиакос изпада отново, но през лятото клубът купува доста скъпи играчи и назначава Георги Василев за треньор. Той успява да изкачи Левадиакос в Гръцката суперлига, въпреки че 2007 е трудна тимът успява да се задържи и не изпада.
Василев напуска клубът и бива заместен от Момчило Вукоти. 

## Състав
| №                   |         | Играч                 | Позиция            | Предишен клуб        |
| Вратари             | Вратари | Вратари               | Вратари            | Вратари              |
| ------------------- | ------- | --------------------- | ------------------ | -------------------- |
| 1                   |         | Срдан Блазич          | Вратар             | ФК Рудар             |
| 21                  |         | Льбош Хайдуч          | Вратар             | МФК Рugenborg        |
| 52                  |         | Хавиер Лопез Валейо   | Вратар             | Реал Сарагоса        |
| Защитници           |         |                       |                    |                      |
| 2                   |         | Атанасиос Мулополу    | Защитник           |                      |
| 3                   |         | Георгиос Колтзос      | Ляв защитник       | ФК Верия             |
| 4                   |         | Федерико Марторел     | Централен защитник | ФК Трасивулос        |
| 5                   |         | Фернандо Машадо       | Централен защитник | ПАЕ Астерас Триполис |
| 12                  |         | Михалис Тзормбатзикис | Централен защитник | ФК Калитея           |
| 13                  |         | Серже Бранко          | Десен защитник     | Дюсбург              |
| 24                  |         | Янис Алексиу          | Защитник           | ФК Верия             |
| 22                  |         | Димитриос Чалулос     | Халф               |                      |
| Полузащитници Fc Ui |         |                       |                    |                      |
| 6                   |         | Димитриос Махаирас    | Халф               |                      |
| 10                  |         | Серхио Рубейро        | Халф               | Пиерикос             |
| 17                  |         | Янис Таралидис        | Халф               | ОФИ Крит             |
| 21                  |         | Йоргос Баркоглу       | Халф               | Паниониос            |
| 27                  |         | Стефано Наполеони     | Халф               | Лодз                 |
| 28                  |         | Мохамед Абубакари     | Халф               | ПАОК                 |
| 40                  |         | Начо Гонзалес         | Халф               | Валенсия – под наем  |
| 44                  |         | Икер Бегона           | Халф               | Fc Gol ui            |
| Нападатели          |         |                       |                    |                      |
| 8                   |         | Албан Буши            | Нападател          | Аполон Каламариас    |
| 9                   |         | Стилянос Василеу      | Нападател          | ДЮШ на Левадиакос    |
| 15                  |         | Виктор Агали          | Нападател          | Анартосис Фамагуста  |
| 50                  |         | Енрике Сола           | Нападател          | Нумансия             |

## Български футболисти
- Д. Петков: - 1990/91 - (16 мача - 1 гол)
- Георги Шейтанов: - 2004/05 - (26 мача/0 гола)
- Иван Русев: 2007/08 - (15 мача/0 гола)
- Владимир Гаджев: 2006/07 - (26 мача/5 гола)
- Валери Домовчийски: 2015/16 - (16 мача/2 гола)